# Hamburger Schachverband
Der Hamburger-Schachverband e. V. ist der Landesverband der Schachvereine in Hamburg und Mitglied im Deutschen Schachbund. Gegründet wurde der Verband Anfang 1946, im November 1947 wurde er ins Vereinsregister eingetragen.

## Schachverband
Der Hamburger-Schachverband ist der Dachverband aller Hamburger Schachvereine. Er ist unter anderem zuständig für die Organisation von Meisterschaften auf Landesebene sowie für die Erteilung von Spielberechtigungen. Erster Vorsitzender ist Klaus-Jürgen Herlan. Der Verband unterhält eine Geschäftsstelle im „Haus des Sports“ in Hamburg.

## Schachjugend
Neben dem Hamburger-Schachverband organisiert der Hamburger Schachjugendbund (HSJB) das Jugendschach in Hamburg.